# 愛德華王子島省旗
愛德華王子島省旗是加拿大愛德華王子島省的官方旗幟，長寬比為2:3，系以該省省徽為基礎設計，再在旗幟的上方、右方和下方加上紅白相間的襯邊。旗幟上方的紅色橫紋上有一隻向前直走並面向觀眾的金獅，呼應了英格蘭的徽章（紅底三隻金獅）之餘亦代表該省的名稱來源－肯特公爵愛德華王子。旗幟下方則繪有一座綠色島嶼，其右方種有一棵橡樹，左方則種有三棵橡樹樹苗；三棵樹苗可代表愛德華王子島的三個縣（金斯縣、皇后縣和王子縣），寓意該島被受大英帝國所保護。
愛德華王子島（當時稱為聖約翰島）於1769年獲頒發圖章，其上已出現一棵橡樹守護著三棵樹苗的設計。該省於1905年5月30日正式獲頒發盾徽，大致沿用圖章上的設計，但在盾牌上方加上紅底金獅。現有省旗的設計以該盾徽為基礎，但該省多年來一直沒有正式採納任何旗幟作其省旗。為了配合1864年查洛頓會議舉行的百周年紀念，省議會於1964年通過《省旗法案》，確立這面紋章旗幟定為省旗，於同年3月24日生效。
省旗的設計於2010年11月15日列入加拿大紋章局的紋章及旗幟名冊內。

## 外部連結
- 维基共享资源上的相關多媒體資源：愛德華王子島省旗